# Weilen unter den Rinnen
Weilen unter den Rinnen é um município da Alemanha, no distrito dos Alpes de Zollern, na região administrativa de Tubinga, estado de Baden-Württemberg.